# Augustin Coppens
Aurelius Augustinus Coppens (Brussel, 1668 - 1740) was een Zuid-Nederlands landschapsschilder, tekenaar en graveur. Hij maakte ook kartons voor wandtapijten.

## Levensloop
Coppens werd geboren te Brussel als zoon van François Coppens en Anne-Marie Herremans. Hij werd op 9 maart 1668 gedoopt in de parochie Sint-Goedele.
Bij de bombardementen van 1695 ging zijn huis verloren. Daarop maakte hij een serie tekeningen van vernielde stadswijken, die hij vervolgens met Richard van Orley op koperplaat etste en uitbracht onder de titel Perspectives des ruines de la ville de Bruxelles. De prentenreeks kende een ruime verspreiding. Ze hielp hem er financieel bovenop en vestigde ook zijn reputatie als prentkunstenaar. Het instorten van de Spiegeltoren in 1696 en van de Sint-Niklaastoren in 1714 zette hem opnieuw aan het tekenen en leidde tot een prentenreeks gegraveerd door Jan Lauwrys Krafft: Vues & ruines de la Tour de St Nicolas à Brusselles [...] comme aussi les ruines de la tour du Miroir & maisons des orfèvres.
In 1698 werd Coppens lid van de Sint-Lucasgilde, waarvan hij in 1707 deken was.

## Nalatenschap
Geen enkel schilderij van zijn hand is bewaard gebleven. Wel zijn er talrijke wandtapijten waarvoor hij de kartons heeft ontworpen, meestal in samenwerking met Jan van Orley. Coppens was gespecialiseerd in landschappen; Van Orley deed meestal de menselijke figuren. Een voorbeeld zijn de Mozestapijten (ca. 1730-1745), waarvoor zij gezamenlijk de kartons vervaardigden in opdracht van de Brusselse tapijtmanufactuur Van der Borght.
De Koninklijke Musea voor Schone Kunsten van België bezitten een geschilderd portret van Augustin Coppens. Hij wordt rechtopstaand afgebeeld, leunend op een ruïne met in de achtergrond Brussel. Lange tijd beschouwde men dit als een zelfportret, maar dit zou nu toch niet het geval zijn.
Jacques Bergé modelleerde een buste van Coppens in terracotta, eveneens bewaard in de KMSKB.